# Romeny-sur-Marne
Romeny-sur-Marne és un municipi francès situat al departament de l'Aisne i a la regió dels Alts de França. L'any 2007 tenia 485 habitants.

## Demografia

### Població
El 2007 la població de fet de Romeny-sur-Marne era de 485 persones. Hi havia 180 famílies de les quals 40 eren unipersonals (20 homes vivint sols i 20 dones vivint soles), 60 parelles sense fills, 64 parelles amb fills i 16 famílies monoparentals amb fills.
La població ha evolucionat segons el següent gràfic:
Habitants censats

### Habitatges
El 2007 hi havia 222 habitatges, 185 eren l'habitatge principal de la família, 23 eren segones residències i 14 estaven desocupats. 216 eren cases i 6 eren apartaments. Dels 185 habitatges principals, 167 estaven ocupats pels seus propietaris, 16 estaven llogats i ocupats pels llogaters i 2 estaven cedits a títol gratuït; 3 tenien una cambra, 13 en tenien dues, 25 en tenien tres, 46 en tenien quatre i 98 en tenien cinc o més. 130 habitatges disposaven pel capbaix d'una plaça de pàrquing. A 70 habitatges hi havia un automòbil i a 96 n'hi havia dos o més.

### Piràmide de població
La piràmide de població per edats i sexe el 2009 era:
| Homes | Edats   | Dones |
| ----- | ------- | ----- |
| 0     | 95 o +  | 0     |
| 0     | 90 a 94 | 0     |
| 0     | 85 a 89 | 0     |
| 4     | 80 a 84 | 0     |
| 8     | 75 a 79 | 8     |
| 16    | 70 a 74 | 12    |
| 4     | 65 a 69 | 12    |
| 4     | 60 a 64 | 4     |
| 8     | 55 a 59 | 0     |
| 12    | 50 a 54 | 20    |
| 20    | 45 a 49 | 8     |
| 20    | 40 a 44 | 24    |
| 24    | 35 a 39 | 16    |
| 24    | 30 a 34 | 36    |
| 4     | 25 a 29 | 12    |
| 4     | 20 a 24 | 4     |
| 20    | 15 a 19 | 20    |
| 8     | 10 a 14 | 12    |
| 4     | 5 a 9   | 24    |
| 20    | 0 a 4   | 8     |

## Economia
El 2007 la població en edat de treballar era de 303 persones, 216 eren actives i 87 eren inactives. De les 216 persones actives 195 estaven ocupades (103 homes i 92 dones) i 21 estaven aturades (10 homes i 11 dones). De les 87 persones inactives 33 estaven jubilades, 19 estaven estudiant i 35 estaven classificades com a «altres inactius».

### Ingressos
El 2009 a Romeny-sur-Marne hi havia 195 unitats fiscals que integraven 504,5 persones, la mediana anual d'ingressos fiscals per persona era de 19.061 €.

### Activitats econòmiques
Dels 9 establiments que hi havia el 2007, 2 eren d'empreses alimentàries, 1 d'una empresa de fabricació de material elèctric, 2 d'empreses de fabricació d'altres productes industrials, 2 d'empreses de construcció, 1 d'una empresa d'hostatgeria i restauració i 1 d'una empresa financera.
Dels 3 establiments de servei als particulars que hi havia el 2009, 1 era un taller de reparació d'automòbils i de material agrícola, 1 guixaire pintor i 1 electricista.
L'any 2000 a Romeny-sur-Marne hi havia 22 explotacions agrícoles que ocupaven un total de 380 hectàrees.

## Equipaments sanitaris i escolars
El 2009 hi havia una escola elemental.

## Poblacions més properes
El següent diagrama mostra les poblacions més properes.